# Oppo F1
Oppo F1 este un smartphone Android fabricat de Oppo Electronics și lansat în ianuarie 2016. Telefonul are un ecran tactil de 130 mm, sistem de operare Android 5.1 (Lollipop) și suport pentru carduri microSD de până la 256 GB de stocare suplimentară. Acesta este primul telefon din seria F a Oppo.

## Specificații
Oppo F1 are un ecran tactil de 5 inci (130 mm) cu rezoluție 720 × 1280. Are o cameră principală de 13 MP și o cameră selfie de 8 MP, împreună cu o funcție Screen Flash care luminează ecranul pentru a ilumina selfie-urile. Telefonul vine cu 16 GB de stocare internă, 3 GB de memorie RAM și stocare extensibilă până la 256 GB prin intermediul unui card microSD. De asemenea, are un procesor Snapdragon 616. Telefonul în sine măsoară 143,5 mm (5,65 in) X 71 mm (2,8 in) X 7,3 mm (0,29 in) și cântărește 134 g (4,7 oz).